# Hesborn

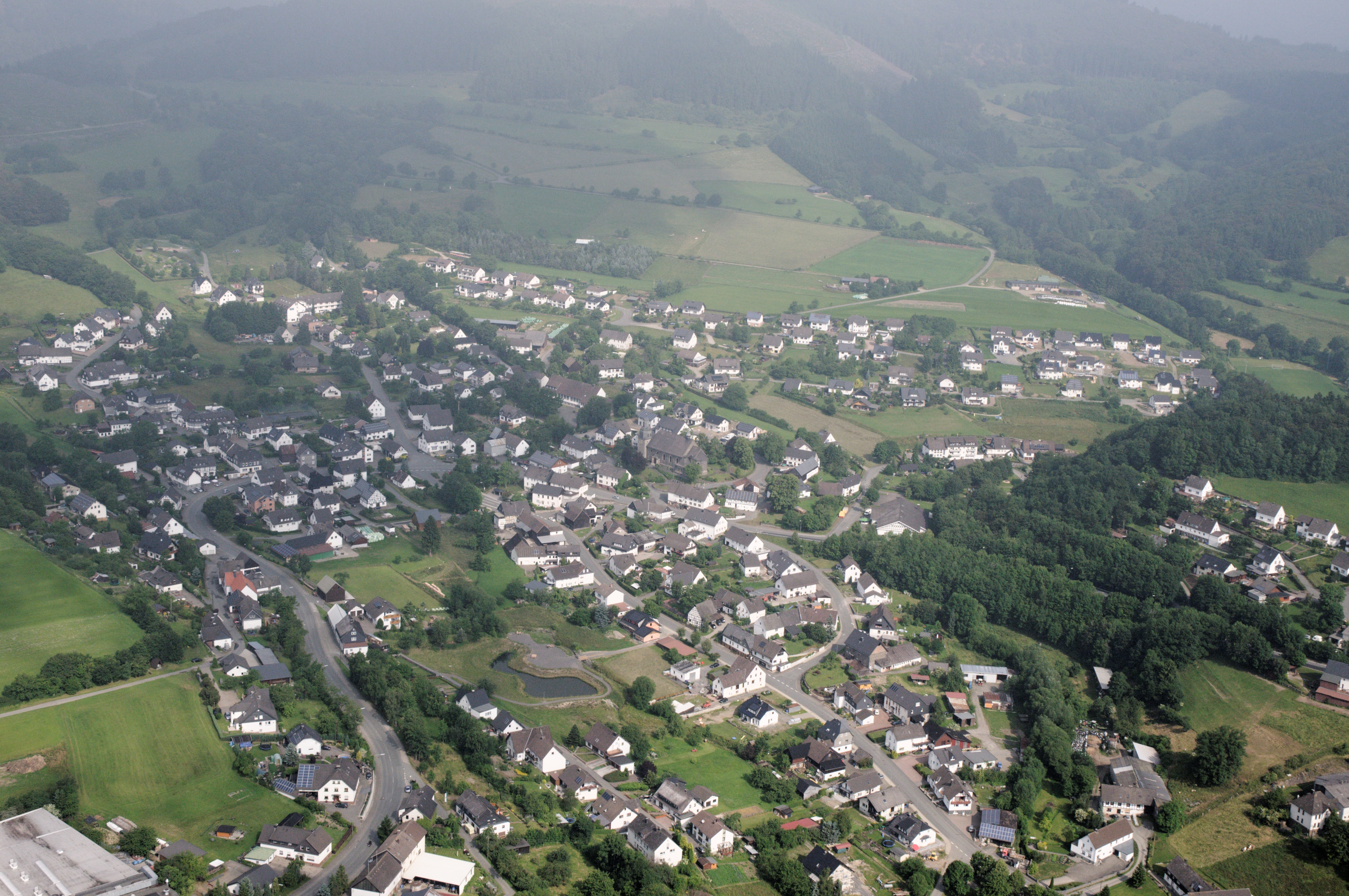
Hesborn 2013

Hesborn is een stadsdeel van de stad Hallenberg in het Hochsauerlandkreis in Noordrijn-Westfalen in Duitsland.
Hesborn ligt aan de Uerdinger Linie, in het traditionele Nederduitse gebied van het dialect Westfaals. Hesborn ligt in het Sauerland. Er is een rooms-katholieke kerk (St. Goar) in Hesborn.